# Андріамасінавалуна
Андріамасінавалуна (*д/н — 1710) — 7-й мпанзака (володар) держави Імерина у 1675—1710 роках. Провів політичні, соціальні та економічні реформи, розширив державу та активно розбудовував столицю.

## Життєпис

### Молоді роки
Молодший син Андріанцімітовіамінандріандегібе, правителя Імерини. Його матір'ю була Рафарававі. При народжені отримав ім'я Андріанджаканаваловандамбо.
Відомий суперництвом зістаршим зведеним братом Разакацітакатрандріаною. Першим закінчив будівництво своєї греблі, але не отримав права спадкоємця. Йому надано у володіння Аласору (першу столицю держави), Амбохіманджаку, Антанамалазу, Іфандану, Амбохіманамамболу та Андріанакотріну.
Близько 1675 року за підтримки Андріампандрі, радника Разакацітакатрандріани, що у 1670 року став новим володарем Імерини, повалив того. Останній втік до держави сакалава — Фіхеренана, де дістав військову підтримку. Втім у наступній кампанії перемогу здобув Андріанджаканаваловандамбо. Він невдовзі полонив брата, якого відправлено в заслання. Сам посів трон, змінивши ім'я на Андріамасінавалуна.

### Володарювання
З самого початку спрямував зусилля на підкорення решти держав Мадагаскару. Для цього став активно озброювати своє військо рушницями та гарматами. За цим підкорив вождіства Фанонгоавана (на чолі з Андріампанарівофоманджакою) на заході, Рангайна на півночі, Омбіфоці (на чолі із Андріамбахоакафовоанітані) на сході та Сахасаротра на півдні. Він обмежив автономію її первісних правителів і встановив суворе підпорядкування своїй владі. В результаті усі землі народе мерина були об'єднані в єдину державу.
Правління було ознаменовано посухою, яка тривала 7 років, що спричинило голод у більшій частині держави. З великими труднощами вдалося домовитися про закупівлю рису, також впроваджено податок рисом з васальних вождіств. З огляду на це Андріамасінавалуна після завершення голоду розпочав значне розширення рисових полів Бецімітататра навколо Антананаріву, значно збільшивши вирощування рису, щоб прогодувати населення.
Він створив міську площу Андохало біля воріт Антананаріву, де всі наступні государі виголошували публіці свої королівські промови та оголошення. Перейменував столицю з Аналаманги на Антананаріву, а також присвоїла імена численних місць у місті на основі назв подібних місць у сусідньому селі Антананарівокелі.
Здійснив реформу податків та данини. Жителі феоду платили податки (ісам-пангади) місцевому володареві і пропонували йому в якості данини задні частини всіх зарізаних зебу. Батьки, які усиновили або відреклися від дитини, платили пану один срібний піастр, а майно тих, хто помер без дітей, поверталося правителю Імерини. Влада пана була вкрай незалежною, а втручання монарха було рідкісним, зокрема через тісні споріднені зв'язки, що об'єднували Андріамасінавалуну з підкастами.
Політичне управління Імериною стало більш чітко визначеним. Кількість підкаст андріани (знатних) було розширено з 4 до 6, і для кожної групи були призначені додаткові ролі та конкретні території, як в околицях Антананаріву, так і в сільській місцевості, що оточує столицю. Ці територіальні поділи суворо дотримувались: члени підкаст повинні були проживати в межах визначених ними територій і не мали права перебувати на тривалий час на територіях, визначених для інших.
Для впорядкування системи спадкування трон серед постійно збільшення кількості членів правлячої династії звузив коло тих, хто мав право спадкувати. Ними стала група Занак'андріана («Діти володаря») в касті Зазамаролахи («Численні діти») — нащадків Андріанджаки.
Перед смертю розділив свої володіння між синами Андріанджаканаваналунамандімбі (в Антананаріву), Адріанматронавалувалунімерина (в Амбогітрабібу), Андріантомпунімерина І (очолив область з м. Амбогідратрімо) та Андріанцімітовіамініандріана (на чолі Амбогіманги), сподіваючись поліпшити управління державою. Сини, які відмовились від претензій на престол, були перетворені на «підкасту Андріамасінавалуни» (на кшталт принців крові). Крім того, його небіж Андріамбонімена, син його сестри, повинен був після смерті Андріамасінавалуни успадкувати єдину державу.
Проте таке рішення викликало загальне збурення. Невдовзі Андріантомпонімеріна І, намісник Амбогідратрімо, підступом захопив батька, від якого вимагав передати трон йому. Але той відмовлявся, внаслідок чого перебував у полоні протягом 7 років. Братам Андріантомпонімеріна І сказав, що батько знаходиться тут добровільно. Наприкінці життя зміг повернутися до своєї столиці, де помер внаслідок нещасного випадку 1710 року.